# Artur Kukk
Artur Voldemar Kukk (ur. 22 czerwca 1889 w Hämeenlinna, zm. 19 kwietnia 1958 w Tallinnie) – estoński zapaśnik walczący w stylu klasycznym. Olimpijczyk z Antwerpii 1920, gdzie zajął dziesiąte miejsce w wadze ciężkiej.
Piąty na mistrzostwach świata w 1921 roku.

## Letnie Igrzyska Olimpijskie 1920
| Konkurencja | Rundy eliminacyjne  | Klas. końcowa |
| Konkurencja | Przeciwnik I        | Miejsce       |
| ----------- | ------------------- | ------------- |
| +82,5 kg    | Edmond Dame (FRA) P | 10.           |